# Denis-Gabriel Le Sacher de la Palière
Denis-Gabriel Le Sacher de la Palière est un homme politique français né en 1739 à Paris et décédé le 23 mai 1799 à Romagny (Manche).
Il est un de quatre enfants de Gabriel Lesacher, « receveur principal des fermes du roi à Mortain » et de Marguerite Menour(?).
Avocat au bailliage de Mortain, il est élu député du tiers-état du bailliage de Coutances aux états généraux de 1789. 
Il est ensuite juge dans la Manche.